# Goniurosaurus zhelongi
Goniurosaurus zhelongi es una especie de gecos de la familia Eublepharidae.

## Distribución geográfica
Es endémica de la provincia de Cantón (China).